# Чарлз Лейсі Віч

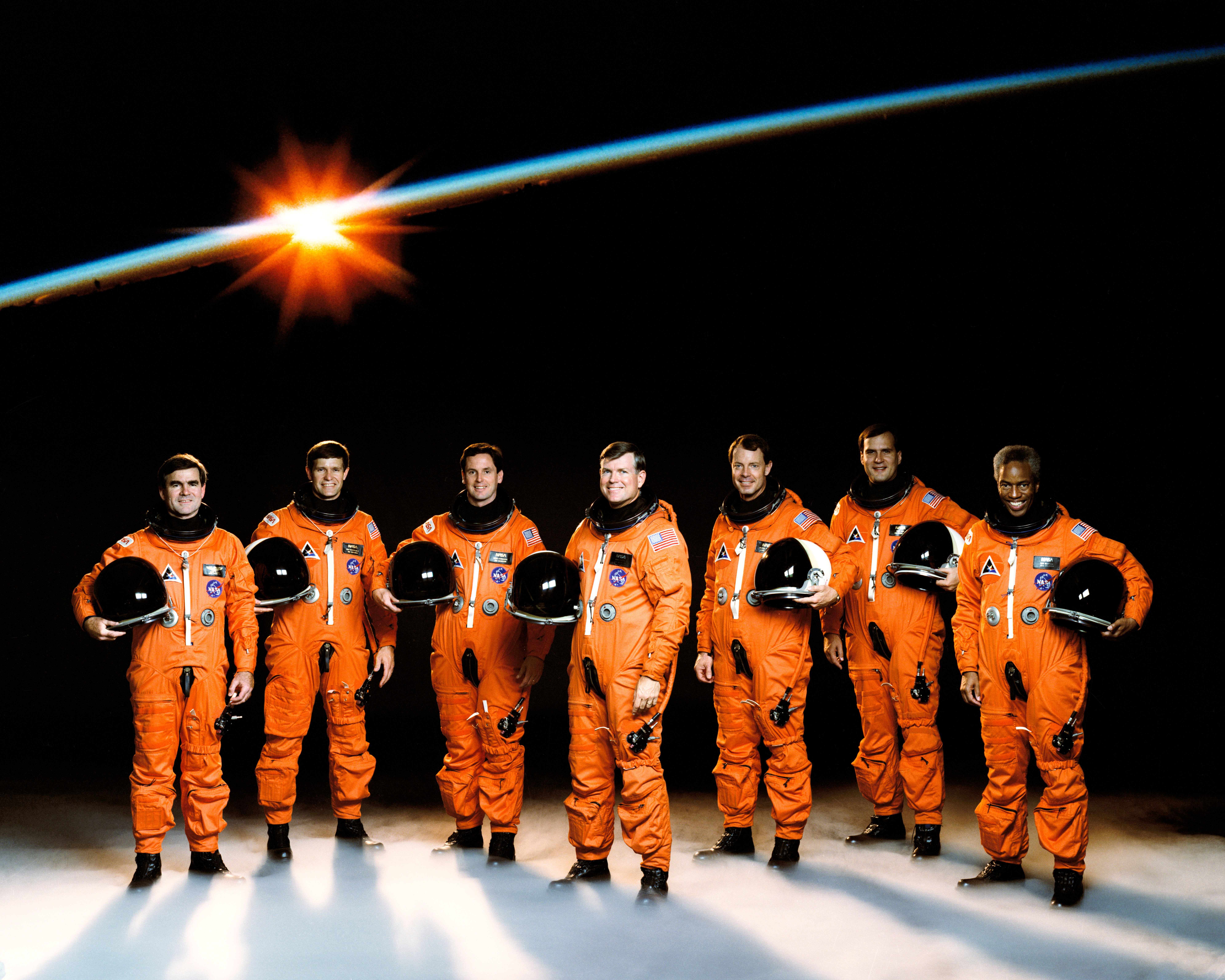
Екіпаж STS-39 — (Зліва направо): Ч. Віч, М. Коутс, Г. Харбо, Д. Макмонегл, Л. Хеммонд, Р. Хіб, Г. Блуфорд

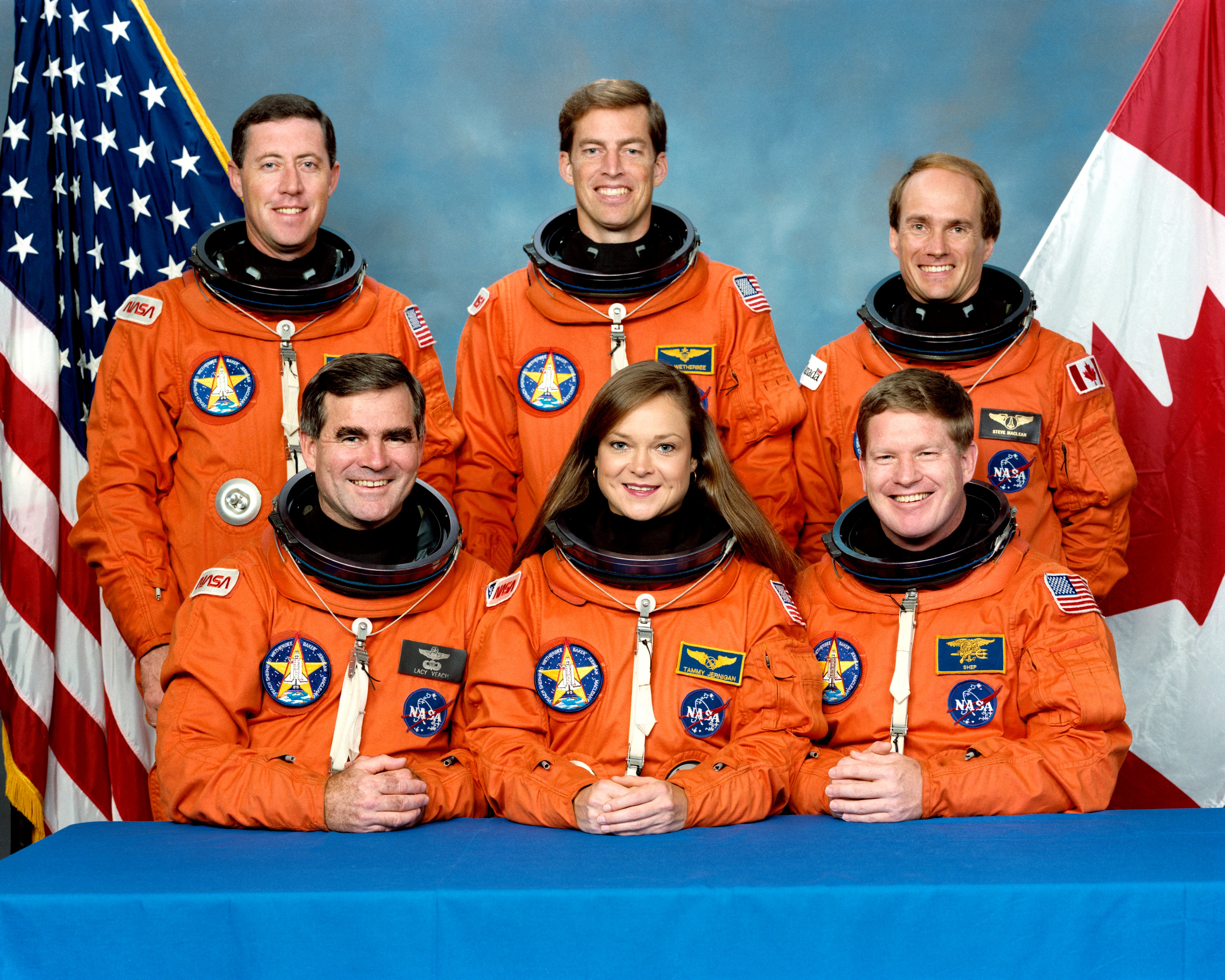
Екіпаж STS-52:Зліва направо - Позаду: Бейкер, Уезербі, Маклін; Попереду: Біч, Джерніган, Шеперд

Чарлз Лейсі Віч (англ. Charles Lacy Veach) — астронавт НАСА, полковник ВПС США. Здійснив два космічні польоти — на шаттлах: «Діскавері» та «Колумбія», як фахівець польоту. 

## Освіта
- в 1962 році закінчив середню школу в місті Гонолулу, штат Гаваї
- У 1966 році закінчив Військово-повітряну Академію ВПС США і отримав ступінь бакалавра (управління проектуванням)

## Військова кар'єра
З 1966 року служив у ВПС США. Пройшов льотну підготовку на авіабазі ВПС Муді в Джорджії і в 1967 році отримав «крила» пілота ВПС. Пройшов підготовку на курсах льотчиків-винищувачів на авіабазі Лак в Арізоні. З 1968 по 1981 рік, більше 14-ти років служив льотчиком-винищувачем ВПС США, літав на літаках F-100 Супер Сейбр, F-111, і Republic F-105 Thunderchief на базах в США, Європі і Далекому Сході. Брав участь у В'єтнамській війні і виконав 275 бойових вильотів. У 1976-1977 роках служив в ескадрильї вищого пілотажу (акробатичній ескадрильї) ВПС США - «Буревісник» на літаках T-38. Пішов у відставку з ВПС США в 1981 році, але продовжував служити льотчиком-винищувачем ВПС Національної гвардії Техасу.
Загальний наліт на різних типах літаків складає більше 5000 годин.

## Професійна діяльність
З січня 1982 працював інженером і льотчиком-дослідником у Космічному центрі імені Джонсона в Х'юстоні, в Техасі. Був пілотом інструктором літака-тренажера шаттла, модифікації літака Гольфстрім-II, що використовувався для підготовки пілотів шатлів.

## Космічна підготовка
У травні 1984 року був зарахований до загону астронавтів НАСА у складі 10-го набору як фахівець польоту. Пройшов курс ЗКП з липня 1984 року. По закінченні її в червні 1985 року отримав кваліфікацію спеціаліста польоту і призначення в Відділ астронавтів НАСА. З 1992 року працював за програмою використання робототехнічних пристроїв на борту орбітальної станції.

## Космічні польоти
Перший політ — STS-39, «шаттл Діскавері». Стартував в космос 28 квітня 1991 як фахівець польоту, приземлення 6 травня. Тривалість польоту склала 8 діб 7г 23 хвилини.
Другий політ — STS-52, «шаттл Колумбія». Стартував в космос 22 жовтня 1992 як фахівець польоту, приземлення 1 листопада. Тривалість польоту склала 9 діб 20 годин 57 хвилин.
Провів в космосі — 18 діб 4г 20 хвилин 24 секунди.

## Джерело
- Офіційна біографія НАСА [Архівовано 23 листопада 2013 у Wayback Machine.](англ.)